# Coloradofloden
Coloradofloden är en av Nordamerikas största floder med en längd av 2 900 km, och med sina källor på över 3 100 m höjd i Klippiga bergen i norra Colorado. Floden flyter genom delstaterna Colorado, Utah, Arizona och är gränsflod mellan Arizona och Nevada samt Arizona och Kalifornien varefter den rinner in i Mexiko och mynnar ut i Californiaviken.
Den största bifloden är Green River, som rinner samman med Coloradofloden i Canyonlands nationalpark i Utah. Andra stora biflöden är Gilafloden, Gunnison River och San Juan River.
Coloradofloden är en av världens mest exploaterade floder. Vattnet används dels för bevattningsändamål i bland annat Mojaveöknen, dels för produktion av stora mängder elektrisk energi, exempelvis genom Hooverdammen och även som dricksvattentäkt. Ett stort antal städer, däribland Los Angeles, San Diego, Phoenix och Tucson hämtar sitt dricksvatten via akvedukter från floden.